# Girolamo Giovinazzo
Pour les articles homonymes, voir Giovinazzo (homonymie).
Girolamo Giovinazzo, né le 10 septembre 1968 à Rome, est ancien un judoka italien. Il a remporté deux médailles aux Jeux olympiques ainsi qu'un titre européen en 1994 à Gdansk. Aux Jeux olympiques de 1996, il échoue en finale face au Japonais Tadahiro Nomura dans la catégorie des poids super-léger (-66 kg). Quatre ans plus tard à Sydney, il décroche cette fois la médaille de bronze dans la catégorie des poids mi-léger (-66 kg), une compétition après laquelle il prit sa retraite sportive. Par ailleurs, il a remporté à trois reprises la victoire aux Jeux méditerranéens.

## Palmarès

### Jeux olympiques
- Jeux olympiques de 1996 à Atlanta (États-Unis) :
  -  Médaille d'argent dans la catégorie des poids super-léger (-60 kg).
- Jeux olympiques de 2000 à Sydney (Australie) :
  -  Médaille de bronze dans la catégorie des poids mi-léger (-66 kg).

### Championnats d'Europe
| Catégorie / Année          | 1994 | 1995 | 1996 | 1997 | 1999 | 2000 |
| -------------------------- | ---- | ---- | ---- | ---- | ---- | ---- |
| poids super-léger (-60 kg) | 1er  | 3e   | 3e   | 3e   | -    | -    |
| poids mi-léger (-66 kg)    | -    | -    | -    | -    | 2e   | 3e   |

### Divers
- Jeux méditerranéens :
  -  Médaille de bronze aux Jeux méditerranéens 1987 de Lattaquié.
  -  Médaille d'or aux Jeux méditerranéens 1991 d'Athènes.
  -  Médaille d'or aux Jeux méditerranéens 1993 dans le Languedoc-Roussillon.
  -  Médaille d'or aux Jeux méditerranéens 1997 de Bari.
- Tournoi de Paris :
  - 4 podiums dont 1 victoire en 1992.